# Вальддорфгеслах
Вальддорфгеслах (нім. Walddorfhäslach) — громада в Німеччині, знаходиться в землі Баден-Вюртемберг. Підпорядковується адміністративному округу Тюбінген. Входить до складу району Ройтлінген.
Площа — 14,44 км2. Населення становить 5309 ос. (станом на 31 грудня 2020).